# Submarine (album)
Submarine er det andet studiealbum af den danske rockgruppe How Do I, der blev udgivet i 1991 på Garden Records. 
Udover gruppens egne støjpopsange indeholder albummet også en cover version af ABBA's "Knowing Me, Knowing You". Ifølge gruppens trommeslager Anders Remmer var den melankolske og minimalistiske fortolkning "...et forsøg på at skære ABBA ned til det allermest basale - at gengive ABBA uden alt det dér hurlumhej udenom”."' "Knowing Me, Knowing You" udkom som singleforløber for albummet og et 12" remix af Kenneth Bager blev et mindre hit. Albummet er produceret af svenske Ulf "4-Eyed Thomas" Lundquist, som tidligere har produceret bl.a. Sort Sol og The Nomads. Submarine blev How Do I's eneste udgivelse på Garden Records, der gik konkurs året efter.

## Spor
| #   | Titel                         | Sangskriver(e)                                | Længde |
| --- | ----------------------------- | --------------------------------------------- | ------ |
| 1.  | "I Love Her so I Can't"       | Anders Remmer                                 | 4:15   |
| 2.  | "Birthday"                    | Jesper Arentoft                               | 3:14   |
| 3.  | "All by Itself"               | Arentoft                                      | 3:38   |
| 4.  | "She Says the Weather's Fine" | Remmer                                        | 2:43   |
| 5.  | "A Safer Way"                 | Remmer                                        | 2:20   |
| 6.  | "Wide Open Friend"            | Remmer                                        | 2:38   |
| 7.  | "Discotheque"                 | Arentoft                                      | 2:36   |
| 8.  | "Knowing Me, Knowing You"     | Benny Andersson, Stig Anderson, Björn Ulvaeus | 3:49   |
| 9.  | "Is It That Nice"             | Remmer                                        | 2:40   |
| 10. | "Beast"                       | Remmer                                        | 3:33   |
| 11. | "She's A Wonder"              | Remmer                                        | 3:42   |

## Personel

### Musikere
- Jesper Arentoft - vokal, akustisk guitar
- Thomas Jensen - guitar, vokal
- Peter Fjeldberg - keyboards
- Hans Holten Hansen - bas, vokal
- Anders Remmer - trommer

### Produktion
- 4-Eyed Thomas - producer
- How Do I - arrangør
- Mikkel deMib Svendsen - tekniker
- K Grafik - cover, foto